# Apparatjik
Apparatjik (AFI: [æpəˈrætʃɪk]) é um supergrupo que consiste do baixista Guy Berryman do Coldplay, vocalista/guitarrista Jonas Bjerre do Mew, guitarrista/tecladista Magne Furuholmen do A-ha, e do produtor Martin Terefe. A tradução literal do nome da banda é 'Agente do Apparatus'. Apparatjik é a palavra sueca para apparatchik, palavra russa usada para descrever 'pessoas que causam gargalos burocráticos nas organizações de modo eficiente ".

## História
A banda se uniu inicialmente para criar o tema para a série Amazon da BBC 2. "Ferreting", o título da faixa, também foi lançado no CD de caridade Songs for Survival.
Depois de trabalharem em "Ferreting", eles continuaram trabalhando juntos no estúdio de Magne Furuholmen, na Noruega, e criaram mais faixas que foram periodicamente lançadas na página do MySpace da banda.
Eles também fizeram um site, através do qual lançaram vários vídeos e trechos de músicas.
Em 30 de Novembro de 2009, lançaram a primeira faixa oficial, "Electric Eye", de seu próximo álbum através do seu site.
Apparatjik fará sua primeira performance ao vivo na décima primeira edição do club transmediale, um festival anual em Berlim, que teve lugar entre os dias 28 de Janeiro e 7 de Fevereiro de 2010. Esta primeira apresentação aconteceu dentro de um cubo especialmente construído no WMF na segunda-feira, 1 de Fevereiro de 2010. No mesmo dia em que foi lançado seu primeiro álbum, intitulado We Are Here.

## Membros da banda
- Jonas Bjerre – vocais principais, guitarra (2008-presente)
- Magne Furuholmen – guitarra, teclado (2008-presente)
- Guy Berryman – baixo (2008-presente)
- Martin Terefe – bateria (2008-presente)

## Discografia

### Álbuns de estúdio
| Ano  | Detalhes do álbum | Melhor posição nas tabelas | Melhor posição nas tabelas | Melhor posição nas tabelas | Melhor posição nas tabelas | Melhor posição nas tabelas | Melhor posição nas tabelas | Melhor posição nas tabelas | Melhor posição nas tabelas |
| Ano  | Detalhes do álbum | RU                         | NOR                        | IRL                        | ITA                        | HOL                        | SUI                        | FRA                        | EUA                        |
| ---- | --- | -------------------------- | -------------------------- | -------------------------- | -------------------------- | -------------------------- | -------------------------- | -------------------------- | -------------------------- |
| 2010 | We Are Here - Lançado em: 1 de Fevereiro de 2010 CD/DVD lançado em: 7 de Junho de 2010 - Gravadora: Meta Merge Un Recordings | —                          | —                          | —                          | —                          | —                          | —                          | —                          | —                          |
| 2010 | We Are Here (re-lançamento) - Standard & Deluxe lançado em: 15 de Junho de 2010 - Gravadora: Meta Merge Un Recordings        | —                          | —                          | —                          | —                          | —                          | —                          | —                          | —                          |

#### We Are Here
Todas as canções escritas e compostas por Apparatjik.
| N.º            | Título              | Duração |  |
| 1.             | "Deadbeat"          | 2:52    |  |
| 2.             | "Datascroller"      | 2:58    |  |
| 3.             | "Snow Crystals"     | 4:32    |  |
| 4.             | "Supersonic Sound"  | 3:24    |  |
| 5.             | "Arrow and Bow"     | 4:20    |  |
| 6.             | "In a Quiet Corner" | 3:35    |  |
| 7.             | "Josie"             | 3:30    |  |
| 8.             | "Antlers"           | 3:20    |  |
| 9.             | "Electric Eye"      | 6:02    |  |
| 10.            | "Look Kids"         | 4:52    |  |
| 11.            | "Quiz Show"         | 2:33    |  |
| Duração total: | Duração total:      | 41:58   |  |

| DVD bônus (You Are There) |                                                        |         |  |
| N.º                       | Título                                                 | Duração |  |
| 1.                        | "Electric Eye" (videoclipe)                            | 6:03    |  |
| 2.                        | "You Are Here"                                         | 0:33    |  |
| 3.                        | "Magne Furuholmen: Eye On Committee Bulletin"          | 0:44    |  |
| 4.                        | "Guy Berryman" ("Frozen Fingers")                      | 6:10    |  |
| 5.                        | "Martin Terefe" (canção desconhecida)                  | 5:22    |  |
| 6.                        | "Nefgro"                                               | 0:38    |  |
| 7.                        | "Four Can Keep a Secret V1"                            | 4:16    |  |
| 8.                        | "Four Can Keep a Secret V2"                            | 4:15    |  |
| 9.                        | "Four Can Keep a Secret V3"                            | 4:17    |  |
| 10.                       | "Jonas Bjerre" ("Datascroller")                        | 2:40    |  |
| 11.                       | "Antlers" (videoclipe)                                 | 3:15    |  |
| 12.                       | "Datascroller" (videoclipe)                            | 3:04    |  |
| 13.                       | "Granule No.8"                                         | 1:19    |  |
| 14.                       | "Supersonic Sound" (videoclipe)                        | 3:37    |  |
| 15.                       | "Arrow and Bow" (videoclipe)                           | 4:14    |  |
| 16.                       | "sem título"                                           | 0:20    |  |
| 17.                       | "APPARAT K"                                            | 1:01    |  |
| 18.                       | "sem título"                                           | 0:59    |  |
| 19.                       | "sem título"                                           | 1:28    |  |
| 20.                       | "sem título"                                           | 0:06    |  |
| 21.                       | "Snow Crystals" (ao vivo no Club Transmediale, Berlim) | 3:26    |  |
| 22.                       | "Arrow and Bow" (ao vivo no Club Transmediale, Berlim) | 4:00    |  |
| 23.                       | "Intermission" (ao vivo no Club Transmediale, Berlim)  | 1:25    |  |
| 24.                       | "Quiz Show" (ao vivo no Club Transmediale, Berlim)     | 2:31    |  |
| 25.                       | "Deadbeat" (ao vivo no Club Transmediale, Berlim)      | 9:59    |  |
| Duração total:            | Duração total:                                         | 75:42   |  |

| Faixas bônus (versão Standard) |                                             |         |  |
| N.º                            | Título                                      | Duração |  |
| 1.                             | "One Less Thing to Worry About"             |         |  |
| 2.                             | "4 Can Keep a Secret If 3 of Them Are Dead" |         |  |
| 3.                             | "Frozen Fingers"                            |         |  |

| Vídeos bônus (versão Deluxe) |                               |         |  |
| N.º                          | Título                        | Duração |  |
| 1.                           | "Antlers"                     |         |  |
| 2.                           | "Electric Eye"                |         |  |
| 3.                           | "Snow Crystals" (CTM Mash up) |         |  |
| 4.                           | "Supersonic Sound"            |         |  |
| 5.                           | "Datascroller" (o filme)      |         |  |

### Extended plays
| Ano  | Detalhes do álbum                                                                                                |
| ---- | --- |
| 2010 | 4 Can Keep A Secret If 3 Of Them Are Dead - Lançado em: 21 de Maio de 2010 - Gravadora: Meta Merge Un Recordings |

#### 4 Can Keep A Secret If 3 Of Them Are Dead
Todas as canções escritas e compostas por Apparatjik.
| N.º            | Título                                      | Duração |  |
| 1.             | "Antlers"                                   | 3:20    |  |
| 2.             | "Look Kids (Premix AA) Diskjokke A"         | 4:24    |  |
| 3.             | "4 Can Keep A Secret If 3 Of Them Are Dead" | 4:11    |  |
| Duração total: | Duração total:                              | 11:55   |  |

### Singles
| Ano                                       | Single                                                              | Data de lançamento | Melhor posição nas tabelas | Melhor posição nas tabelas | Melhor posição nas tabelas | Álbum                                     |
| Ano                                       | Single                                                              | Data de lançamento | RU                         | AUS                        | EUA                        | Álbum                                     |
| ----------------------------------------- | ------------------------------------------------------------------- | ------------------ | -------------------------- | -------------------------- | -------------------------- | ----------------------------------------- |
| 2009                                      | "Ferreting" (Somente para download)                                 | September 15       | —                          | —                          | —                          | Songs for Survival                        |
| 2009                                      | "Electric Eye" (Somente para download)                              | 30 de Novembro     | —                          | —                          | —                          | We Are Here                               |
| 2010                                      | "Antlers"/"Electric Eye" (vinil 7 polegadas, 1000 copias)           | 8 de Fevereiro     | —                          | —                          | —                          | We Are Here                               |
| 2010                                      | "4 Can Keep A Secret If 3 Of Them Are Dead" (Somente para download) | 23 de Maio         | —                          | —                          | —                          | 4 Can Keep A Secret If 3 Of Them Are Dead |
| 2010                                      | "Datascroller" (TBC)                                                | TBC                | —                          | —                          | —                          | We Are Here                               |
| "—" denotes a release that did not chart. |                                                                     |                    |                            |                            |                            |                                           |

### Canções não editadas/lançadas
- The Birth Of Apparatjik
- Flum
- Granule (somente ao vivo)
- Intermission (somente ao vivo)
- Kijtarapperaew (escrito We Are Apparatjik totalmente para trás)
- Self Torturers
- Wordcluster (somente ao vivo)

### Videoclipes
| Ano  | Título             | Diretor       |
| ---- | ------------------ | ------------- |
| 2009 | "Electric Eye"     | Martin Terefe |
| 2009 | "Antlers"          | Jonas Bjerre  |
| 2010 | "Datascroller"     | desconhecido  |
| 2010 | "Supersonic Sound" | desconhecido  |
| 2010 | "Arrow and Bow"    | desconhecido  |